# Ригор Барадулин
Ригор Иванович Барадулин (на беларуски: Рыгор Іванавіч Барадулін) е беларуски поет, есеист и преводач.

## Биография
Ригор Барадулин е роден на 24 февруари 1935 г. в село Вересовка, Ушачски район, Витебска област в семейството на Иван и Кулина Барадулин. През 1954 г. завършва регионалното средно училище на Ушачски район, след което продължава обучението си във филологическия факултет на Беларуския държавен университет в Минск. Работил е като редактор в издателствата „Белорусия“ и „Художествена литература“, във вестник „Съветска Белорусия“ и списания „Брезичка“ и „Пламък“. Барадулин е член на партия Беларуски народен фронт (БНФ), „Съюза на беларуските писатели“, член и председател от 1990 до 1999 г. на беларуския ПЕН център. От 1995 до 1997 г. е в управителния борд на Институт „Отворено общество“ – Беларус.
Умира на 2 март 2014 г. след дълго боледуване.

## Творчество
Първите произведения на Барадулин са публикувани във вестник „Червена смяна“ („Чырвоная змена“) през 1953 г. Първата му стихосбирка „Маладзік над стэпам“ е публикувана през 1959 г. Ригор Барадулин е автор на около седемдесет стихосбирки (някои от които са сатира, хумор и поезия за деца), критични статии, есета и преводи. През 2006 г. е номиниран за Нобелова награда за литература.
Превежда на беларуски Райнис, Едуард Межелайтис, Мицкевич, Броневски, Поптонев, Вознесенски, Есенин, Евтушенко, Байрон, Неруда, Гарсия Лорка и други.

## Награди
Барадулин е последният беларусин удостоен с награда „Народен поет“ (1992 г.). Носител е на награда „Янка Купала“ (1976 г.), орден „Дружба между народите“, орден „Знак на честта“, латвийски орден на „Трите звезди“ и медал „Франциск Скорина“. Той е почетен доктор на Беларуския държавен университет и почетен гражданин на Ушачски район.